# 阿南達·維卡坦電影獎
阿南達·維卡坦電影獎（英語：Ananda Vikatan Cinema Awards）由泰米爾語週刊《阿南達·維卡坦》主辦的頒獎典禮，以表彰泰米爾電影業電影成就的年度獎項。該獎項於2008年推出，旨在表彰2007年上映的電影。頒獎典禮主要由太陽電視台負責轉播。

## 獎項

### 主要
- 最佳影片
- 最佳導演
- 最佳男主角
- 最佳女主角
- 最佳男配角
- 最佳女配角
- 最佳劇本
- 最佳對白
- 最佳喜劇男演員
- 最佳喜劇女演員
- 最佳攝影
- 最佳剪輯
- 最佳藝術指導
- 最佳音樂總監
- 最佳音樂總監（背景音樂）
- 最佳代唱男歌手
- 最佳代唱女歌手
- 最佳作詞人
- 最佳服裝設計
- 最佳化妝
- 最佳編舞
- 最佳特技指導

### 後續追加
- 最佳處女作導演
- 最佳新人男演員
- 最佳新人女演員
- 最佳故事
- 最佳兒童演員
- 最佳男反派
- 最佳女反派
- 最佳動畫及視覺效果
- 最佳網路劇
- 最受歡迎的電影
- 最佳正面藝人
- 最佳劇組
- S·S·瓦尚終身成就獎

## 外部連結
- 官方网站
- YouTube上的